# Ганс Норб'є
Ганс Норб'є́ (норв. Hans Norbye, нар. 16 січня 1987, Карасйок) — норвезький футболіст, захисник клубу «Тромсе».

## Клубна кар'єра
У дорослому футболі дебютував виступами за команду клубу «Алта». Згодом грав у складі «Тромсе».
Після того у 2007 та 2008 році віддавався в оренду до команди «Тромсдален», а у 2009 році був повноправним гравцем «Тромсдалена».
До складу клубу «Тромсе» повернувся у 2010 році. Наразі встиг відіграти за команду з Тромсе 36 матчів в національному чемпіонаті.

## Виступи за збірні
У 2002 році дебютував у складі юнацької збірної Норвегії, взяв участь у 15 іграх на юнацькому рівні.